# Langon (Ille i Vilaine)
Langon (en bretó Landegon, en gal·ló Langon) és un municipi francès, situat a la regió de Bretanya, al departament d'Ille i Vilaine. L'any 2006 tenia 1.405 habitants.

## Demografia
| 1962                                       | 1968  | 1975  | 1982  | 1990  | 1999  |
| ------------------------------------------ | ----- | ----- | ----- | ----- | ----- |
| 1.342                                      | 1.415 | 1.141 | 1.214 | 1.261 | 1.281 |
| Des de 1962: població sense dobles comptes |       |       |       |       |       |

## Administració
| Període   | Identitat         | Partit        |
| --------- | ----------------- | ------------- |
| 2001-2005 | Philippe Renouard | Divers gauche |
| 2005-     | Michel Renoul     |               |